# Sonny Rollins + 3
Sonny Rollins + 3 – album studyjny amerykańskiego saksofonisty jazzowego Sonny’ego Rollinsa, wydany z numerem katalogowym MCD-9250-2 w 1995 roku przez wytwórnię Milestone.

## Powstanie
Materiał na płytę został zarejestrowany podczas dwóch sesji: 30 sierpnia 1995 (utwory 3 i 5) oraz 7 października 1995 (utwory 1, 2, 4, 6 i 7) w Clinton Recording Studios Nowym Jorku. Producentem muzycznym był Sonny Rollins, a współproducentem Lucille Rollins.

## Lista utworów
Opracowano na podstawie materiału źródłowego:
| Nr | Tytuł utworu                     | Muzyka                      | Długość |
| -- | -------------------------------- | --------------------------- | ------- |
| 1. | „What a Difference a Day Made”   | María Grever, Stanley Adams | 10:03   |
| 2. | „Biji”                           | Sonny Rollins               | 8:15    |
| 3. | „They Say It's Wonderful”        | Irving Berlin               | 6:12    |
| 4. | „Mona Lisa”                      | Ray Evans, Jay Livingston   | 3:51    |
| 5. | „Cabin in the Sky”               | Vernon Duke, John Latouche  | 8:48    |
| 6. | „H.S.”                           | Sonny Rollins               | 6:15    |
| 7. | „I've Never Been in Love Before” | Frank Loesser               | 12:13   |
|    |                                  |                             | 55:37   |

## Twórcy
Opracowano na podstawie materiału źródłowego.
Muzycy:
- Sonny Rollins – saksofon tenorowy, dzwony rurowe w utw. 4
- Tommy Flanagan – fortepian (utw. 1, 2, 4, 6 i 7)
- Stephen Scott – fortepian (utw. 3 i 5)
- Bob Cranshaw – gitara basowa
- Al Foster – perkusja (utw. 1, 2, 4, 6 i 7)
- Jack DeJohnette – perkusja (utw. 3 i 5)

Produkcja:
- Sonny Rollins, Lucille Rollins – produkcja muzyczna
- Gene Curtis – inżynieria dźwięku
- Steve Maruta – fotografia na okładce